# Acrolyta rufocincta
Acrolyta rufocincta là một loài tò vò trong họ Ichneumonidae.